# Decodes
Decodes is een geslacht van vlinders van de familie bladrollers (Tortricidae), uit de onderfamilie Tortricinae.

## Soorten
- D. aneuretus Obraztsov & Powell, 1961
- D. asapheus Powell, 1980
- D. australis Powell, 1965
- D. basiplagana (Walsingham, 1879)
- D. bicolor Obraztsov & Powell, 1961
- D. catherineae Powell, 1980
- D. fragariana (Busck, 1919)
- D. horariana (Walsingham, 1879)
- D. johnstoni Obraztsov & Powell, 1961
- D. lundgreni Powell, 1965
- D. macdunnoughi Powell, 1980
- D. macswaini Powell, 1980
- D. montanus Obraztsov & Powell, 1961
- D. opleri Powell, 1980
- D. placita (Walsingham, 1914)
- D. stevensi Powell, 1980
- D. tahoense Powell, 1980
- D. tonto Powell, 1980
- D. zimapanus Powell, 1980